# Isyesye
Isyesye ist ein Verwaltungsbezirk (Ward) des Distrikts Mbeya (CC) in der tansanischen Region Mbeya.

## Geografie
Isyesye liegt im Nordosten der Regionshauptstadt Mbeya, die Grenze im Süden bildet die Nationalstraße T1und im Südosten die TAZARA-Bahnlinie. Die Fläche des Bezirks beträgt 15,8 Quadratkilometer und bei der Volkszählung 2022 lebten hier 19.670 Menschen in 5124 Haushalten.

## Gliederung
Der Bezirk besteht aus drei Stadtteilen (Mtaa):
- Mwantengule
- Vingunguti
- RRM

## Wirtschaft und Infrastruktur
- Bildung: Die Isaiah Samaritan International School ist eine private Grundschule.[6] Die Uwata Boys High School ist eine christliche Privatschule, die ein Internat und seit 2007 auch Ausbildung zum „advanced level“ (6. Stufe) anbietet.[7] Die Igawilo Secondary School bietet ebenfalls ein Internat und Ausbildung bis zur 6. Stufe an.[8] Die Vanessa Secondary School ist eine 2006 gegründete Privatschule für Burschen und Mädchen mit Heimplätzen und Ausbildung bis zur 6. Stufe.[9][10]
- Gesundheit: Im Bezirk liegen zwei Apotheken, eine staatliche[11] und eine private.[12]